# Vuelta a España 2025/9. Etappe
Die 9. Etappe der Vuelta a España 2025 findet am 31. August 2025 statt und endet mit der vierten Bergankunft der 80. Austragung des spanischen Etappenrennens. Die Strecke führt von Alfaro über 195,5 Kilometer zur Estación de Esquí de Valdezcaray, wo sich das Ziel auf einer Höhe von 1523 Metern befindet. Nach der Zielankunft werden die Fahrer insgesamt 1428,4 Kilometer absolviert haben, was 44,8 % der Gesamtdistanz der Rundfahrt entspricht.
Nach der 9. Etappe wird der erste Ruhetag in Pamplona abgehalten.

## Streckenführung
Nach dem Start in Alfaro führt die Strecke auf welligem Terrain nach Rincón de Olivedo, ehe es weiter nach Cornago und Villarroya geht. Über Arnedo verlassen die Fahrer die Sierra de Cebollera vorerst wieder und es folgen rund 100 flache Kilometer, auf denen El Villar de Arnedo, Ausejo und Murillo de Río Leza durchfahren werden. Nach einer kurzen, nicht-kategorisierten Steigung bei Sorzano führt die Strecke flach nach Nájera und Santo Domingo de la Calzada, wo 30 Kilometer vor dem Ziel der einzige Zwischensprint ausgefahren wird. Zusätzlich wird hier auch ein Bonussprint abgehalten. Nun dreht die Fahrtrichtung gen Süden und führt bei leichten Steigungsprozenten nach Ezcaray.
Hier beginnt der Schlussanstieg zur Estación de Esquí de Valdezcaray (1523 m), wobei die 13 Kilometer lange Auffahrt eine durchschnittliche Steigung von 5,1 % aufweist. Die höchsten Steigungsprozente von rund 8 % werden dabei im unteren Teil erreicht, ehe der Anstieg nach und nach abflacht und auf den letzten Kilometern nur noch mit 3 % ansteigt. Dennoch wird im Ziel eine Bergwertung der 1. Kategorie abgenommen.
|                            | Ort                              | Kilometer | Länge (km) | Höhe (m) | Ø Steigung |
| -------------------------- | -------------------------------- | --------- | ---------- | -------- | ---------- |
| Start                      | Alfaro                           | 0,0       |            |          |            |
| Zwischensprint             | Santo Domingo de la Calzada      | 165,5     |            |          |            |
| Bonussprint                | Santo Domingo de la Calzada      | 165,5     |            |          |            |
| Bergwertung (1. Kategorie) | Estación de Esquí de Valdezcaray | 195,5     | 13         | 1523     | 5,1 %      |
| Ziel                       | Estación de Esquí de Valdezcaray | 195,5     | 13         | 1523     | 5,1 %      |

## Ergebnis
| \| Etappenergebnis \| Etappenergebnis \| Etappenergebnis \| Etappenergebnis \| Etappenergebnis \| \| Fahrer \| Fahrer \| Land \| Team \| Zeit \| \| --------------- \| --------------- \| --------------- \| --------------- \| --------------- \| |        |      |      |      |
| |        |      |      |      |
| Quelle: ProCyclingStats |        |      |      |      |
| Etappenergebnis |        |      |      |      |
| Fahrer | Fahrer | Land | Team | Zeit |

## Gesamtstände
| \| Gesamtwertung \| Gesamtwertung \| Gesamtwertung \| Gesamtwertung \| Gesamtwertung \| \| Fahrer \| Fahrer \| Land \| Team \| Zeit \| \| ------------- \| ------------- \| ------------- \| ------------- \| ------------- \| |        |      |      |      |
| |        |      |      |      |
| Quelle: ProCyclingStats |        |      |      |      |
| Gesamtwertung |        |      |      |      |
| Fahrer | Fahrer | Land | Team | Zeit |

| Punktewertung | Punktewertung | Punktewertung | Punktewertung | Punktewertung |
| Fahrer        | Fahrer        | Land          | Team          | Punkte        |
| ------------- | ------------- | ------------- | ------------- | ------------- |

| Bergwertung | Bergwertung | Bergwertung | Bergwertung | Bergwertung |
| Fahrer      | Fahrer      | Land        | Team        | Punkte      |
| ----------- | ----------- | ----------- | ----------- | ----------- |

| Nachwuchswertung | Nachwuchswertung | Nachwuchswertung | Nachwuchswertung | Nachwuchswertung |
| Fahrer           | Fahrer           | Land             | Team             | Zeit             |
| ---------------- | ---------------- | ---------------- | ---------------- | ---------------- |

| Mannschaftswertung | Mannschaftswertung | Mannschaftswertung | Mannschaftswertung |
| Team               | Team               | Land               | Zeit               |
| ------------------ | ------------------ | ------------------ | ------------------ |